# Яшкино (Ленинградская область)
Яшкино — деревня в Будогощском городском поселении Киришского района Ленинградской области.

## История
На карте Ф. Ф. Шуберта 1872 года упоминается как деревня Черенцова Яшкина, состоящая из 15 крестьянских дворов.

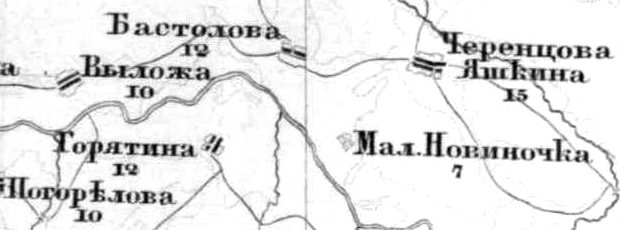
Деревня Яшкино на карте 1872 года

ЯШКИНО (ЧЕРЕНЦОВО) — деревня Лашинского общества, прихода села Бутково.
 
Крестьянских дворов — 27. Строений — 78, в том числе жилых — 39.

Число жителей по семейным спискам 1879 г.: 65 м. п., 72 ж. п.; по приходским сведениям 1879 г.: 62 м. п., 60 ж. п.

В конце XIX века деревня административно относилась к Недашецкой волости 1-го стана, в начале XX века — Недашецкой волости 4-го стана 3-го земского участка Тихвинского уезда Новгородской губернии.

ЧЕРЕНЦОВО (ЯШКИНО) — деревня Лашинского сельского общества, дворов — 34, жилых домов — 50, число жителей: 85 м. п., 91 ж. п. 

Занятия жителей — земледелие, лесные заработки. (1910 год)

Согласно карте Петроградской и Новгородской губерний 1915 года деревня называлась Черенцова Яшкина и насчитывала 15 дворов.

Деревня Яшкино на карте 1932 года

Согласно карте Ленинградской области Северо-западного аэрогеодезического треста ГГУ издания 1932 года деревня насчитывала 23 крестьянских двора.
По данным 1933 года деревня Яшкино входила в состав Лашинского сельсовета Киришского района.
Согласно переписи населения СССР 1939 года в деревне Яшкино проживали 55 мужчин и 69 женщин, всего 124 человека. Кроме того в деревню Яшкино был перевезён хутор Язовы Норы, где ранее проживали 11 мужчин и 8 женщин, а также хутор Холоши, где ранее проживали 4 мужчины и 1 женщина. Всего в деревне Яшкино насчитывалось 145 жителей.
По данным 1966 года деревня Яшкино входила в состав Званковского сельсовета.
По данным 1973 и 1990 годов деревня Яшкино входила в состав Будогощского сельсовета.
В 1997 году в деревне Яшкино Будогощской волости проживали 34 человека, в 2002 году — 26 (русские — 96 %).
В 2007 году в деревне Яшкино Будогощского ГП проживали 18 человек, в 2010 году — 22.

## География
Деревня расположена в юго-восточной части района на автодороге 41К-547 (Будогощь — Половинник).
Расстояние до административного центра поселения — 13 км.
Расстояние до ближайшей железнодорожной станции Будогощь — 14 км.
К северу от деревни протекает ручей Снигель.

## Демография
| 1879 | 1910 | 1997 | 2002 | 2007 | 2010 | 2017 |
| ---- | ---- | ---- | ---- | ---- | ---- | ---- |
| 137  | ↗176 | ↘34  | ↘26  | ↘18  | ↗22  | ↘21  |

### Национальный состав
Согласно данным Всероссийской переписи населения 2021 года в деревне проживали 8 человек, все русские.

## Улицы
Липовская, Цветочная, Центральная.